# 第21回イスラエル議会総選挙
第21回イスラエル議会総選挙（だい21かいイスラエルぎかいそうせんきょ、ヘブライ語: ）は、2019年4月9日にイスラエルで行われたクネセト議員の総選挙である。

## 概要
野党のメレツとイェシュ・アティッドは、2018年3月12日にクネセトの解散を求める法案を提出したが否決されていた。
一方で国防相のアヴィグドール・リーベルマン（イスラエル我が家所属）は、内閣が成立を目指す超正統派の学生がイスラエル国防軍への兵役免除を許可する法案に反対しており、政府内の対立が表面化していた。
2018年11月13日、イスラエルとハマースなどパレスチナ諸派が停戦で合意。翌11月14日にリーベルマンは国防相辞任を発表し、イスラエル我が家の下野を示唆した。
11月16日、イスラエル我が家党首のナフタリ・ベネット（教育相）は、リーベルマンの国防相辞任に伴い、自身の閣僚辞任とイスラエル我が家の連立離脱を表明した。
11月18日、ネタニヤフはベネットの下野表明を受けて与党党首会談を行い、2019年11月に予定されていた総選挙の前倒し実施で合意した。早期の総選挙合意を受けてベネットはネタニヤフと会談し、政権崩壊を回避するため、教育相辞任を撤回した。
しかし2018年12月、ベンヤミン・ネタニヤフ首相が国会を解散することを決定し、そのために必要な法律が12月26日に賛成102票、反対2票で成立し、本来の任期より8カ月ほど前倒しとなる翌2019年4月9日に総選挙を行うことが決定した。

## 選挙データ

### 内閣
- 選挙時：第4次ベンヤミン・ネタニヤフ内閣（第34代）
- 選挙後：第4次ベンヤミン・ネタニヤフ内閣（第34代）※選挙管理内閣

### 解散日
- 2018年12月26日

### 投票日
- 2019年4月9日

### 改選数
- 120

### 選挙制度
- 厳正拘束名簿式比例代表制

得票率3.25%未満の政党には議席を配分しない阻止条項が規定されている。
投票方法
秘密投票、単記投票、1票制
選挙権
満18歳以上のイスラエル国民
被選挙権
満21歳以上のイスラエル国民
登録有権者数
6,339,729

## 選挙活動
2019年2月28日にイスラエル検察当局が総選挙後にネタニヤフを収賄などの容疑で起訴する方針を発表するなど、ネタニヤフ属する与党リクードは劣勢に立たされた。総選挙1カ月前の世論調査でも中道連合青と白がリクードをリードする結果が出ていた。このためネタニヤフは将来のパレスチナ国家との共存を否定するなど右傾化を強めた。
しかし3月25日、アメリカのドナルド・トランプ大統領はゴラン高原におけるイスラエルの主権を認め、ネタニヤフを事実上アシストした。

## 選挙結果
出口調査で与野党勢力は拮抗し、両者ともに勝利宣言を行ったが、翌10日、右派連合で過半数を占める見通しとなり、青と白のベニー・ガンツ元軍参謀総長が敗北宣言を行った。

### 党派別獲得議席
| 政党／選挙連合           | 政党／選挙連合                     | 獲得 議席 | 増減     | 得票数    | 得票率  |
| ------------------------ | ---------------------------------- | --------- | -------- | --------- | ------- |
|                          | リクード                           | 35        | 5        | 1,140,370 | 26.46%  |
|                          | 青と白                             | 35        | 24       | 1,125,881 | 26.13%  |
|                          | シャス                             | 8         | 1        | 258,275   | 5.99%   |
|                          | ユダヤ・トーラ連合                 | 8         | 2        | 249,049   | 5.78%   |
|                          | ハダシュ・タール                   | 6         | 増減なし | 193,442   | 4.49%   |
|                          | 労働党                             | 6         | 13       | 190,870   | 4.43%   |
|                          | イスラエル我が家                   | 5         | 1        | 173,004   | 4.01%   |
|                          | 右翼政党連合                       | 5         | 3        | 159,468   | 3.70%   |
|                          | メレツ                             | 4         | 1        | 156,473   | 3.63%   |
|                          | クラヌ                             | 4         | 6        | 152,756   | 3.54%   |
|                          | 統一アラブリスト・バラド           | 4         | 3        | 143,666   | 3.33%   |
|                          | 新右翼                             | 0         | 新党     | 138,598   | 3.22%   |
|                          | ゼフート                           | 0         | 新党     | 118,031   | 2.74%   |
|                          | ゲシェル                           | 0         | 新党     | 74,701    | 1.73%   |
|                          | ベタハ                             | 0         | 新党     | 4,618     | 0.11%   |
|                          | アラブリスト（アラブ民族党・マダ） | 0         | 増減なし | 4,135     | 0.10%   |
|                          | 社会正義                           | 0         | 新党     | 3,843     | 0.09%   |
|                          | イスラエルの盾                     | 0         | 新党     | 3,394     | 0.08%   |
|                          | すべての正義                       | 0         | 新党     | 3,281     | 0.08%   |
|                          | ツォメット                         | 0         | 新党     | 2,417     | 0.06%   |
|                          | ヤシャール                         | 0         | 新党     | 1,438     | 0.03%   |
|                          | 投票は私たちの権利                 | 0         | 新党     | 1,316     | 0.03%   |
|                          | 退役軍人市民                       | 0         | 新党     | 1,168     | 0.03%   |
|                          | イスラエルの声アヒム               | 0         | 新党     | 1,140     | 0.03%   |
|                          | イスラエル海賊党                   | 0         | 増減なし | 819       | 0.02%   |
|                          | パシュート・アハバ                 | 0         | 新党     | 733       | 0.02%   |
|                          | エレツ・イスラエル・シェラヌ       | 0         | 新党     | 701       | 0.02%   |
|                          | 私たちは皆友人・ナ・ナッチ         | 0         | 増減なし | 624       | 0.01%   |
|                          | ミーハタラ                         | 0         | 新党     | 603       | 0.02%   |
|                          | 変革への希望                       | 0         | 増減なし | 562       | 0.01%   |
|                          | 緑の経済・一つの国家               | 0         | 増減なし | 556       | 0.01%   |
|                          | 教育                               | 0         | 新党     | 518       | 0.01%   |
|                          | アラフート・ラメヤスディム         | 0         | 新党     | 428       | 0.01%   |
|                          | 人間の尊厳                         | 0         | 新党     | 404       | 0.01%   |
|                          | シャビーム                         | 0         | 新党     | 401       | 0.01%   |
|                          | 社会リーダーシップ                 | 0         | 新党     | 385       | 0.01%   |
|                          | アニ・ヴェアタ                     | 0         | 新党     | 368       | 0.01%   |
|                          | 聖書ブロック                       | 0         | 新党     | 353       | 0.01%   |
|                          | イフド・ブネイ・ハブリット         | 0         | 新党     | 265       | 0.01%   |
|                          | ブリット・オラム                   | 0         | 増減なし | 216       | 0.01%   |
| 総計                     | 総計                               | 120       | 増減なし | 4,309,270 | 100.0%  |
| 有効票数（有効率）       | 有効票数（有効率）                 | -         | -        | 4,309,270 | 99.29％ |
| 無効票・白票数（無効率） | 無効票・白票数（無効率）           | -         | -        | 30,983    | 0.71％  |
| 投票総数（投票率）       | 投票総数（投票率）                 | -         | -        | 4,340,253 | 68.46%  |
| 棄権者数（棄権率）       | 棄権者数（棄権率）                 | -         | -        | 1,999,476 | 31.54%  |
| 有権者数                 | 有権者数                           | -         | -        | 6,339,729 | 100.0%  |
| 出典：CEC                |                                    |           |          |           |         |

## 選挙後
4月18日にルーベン・リブリン大統領がネタニヤフに組閣を要請したが、期限の5月29日までに右派政党イスラエル我が家との連立政権交渉が妥結せず、ネタニヤフは国会の解散を決断。5月30日、国会は9月17日に再選挙を行う案を賛成74、反対45で可決し、わずか4カ月で再選挙を行うこととなる。